# Hoplosauris heliconoides
Hoplosauris heliconoides là một loài bướm đêm trong họ Geometridae.